# Norihito Kobayashi
Norihito Kobayashi (小林 範仁?, Kobayashi Norihito; Kitaakita, 4 maggio 1982) è un ex combinatista nordico giapponese.

## Biografia
In Coppa del Mondo ha esordito il 12 febbraio 2000 a Sapporo (21º).
L'anno seguente, ai Mondiali juniores di Karpacz 2001 ha vinto due medaglie, un oro nell'individuale e un bronzo nella sprint.
In carriera ha preso parte a tre edizioni dei Giochi olimpici invernali, Salt Lake City 2002 (17º nella sprint), Torino 2006 (18º nella sprint, 16º nell'individuale, 6º nella gara a squadre) e Vancouver 2010 (7º nel trampolino normale, 27º nel trampolino lungo, 6º nella gara a squadre); e a cinque dei Campionati mondiali, vincendo una medaglia (oro a Liberec 2009 nella gara a squadre).

## Palmarès

### Mondiali
- 1 medaglie:
  - 1 oro (gara a squadre a Liberec 2009).

### Mondiali juniores
- 2 medaglie:
  - 1 oro (individuale a Karpacz 2001);
  - 1 bronzo (sprint a Karpacz 2001).

### Coppa del Mondo
- Miglior piazzamento in classifica generale: 13º nel 2008.